# 표현의 자유

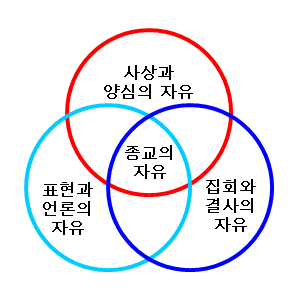
4가지 자유
사상과 양심의 자유
표현과 언론의 자유
집회와 결사의 자유
종교의 자유

푸른 리본은 1996년 통신품위유지법의 통과에 반대하는 미국의 시민 단체들이 표현의 자유의 상징으로 사용하였다.

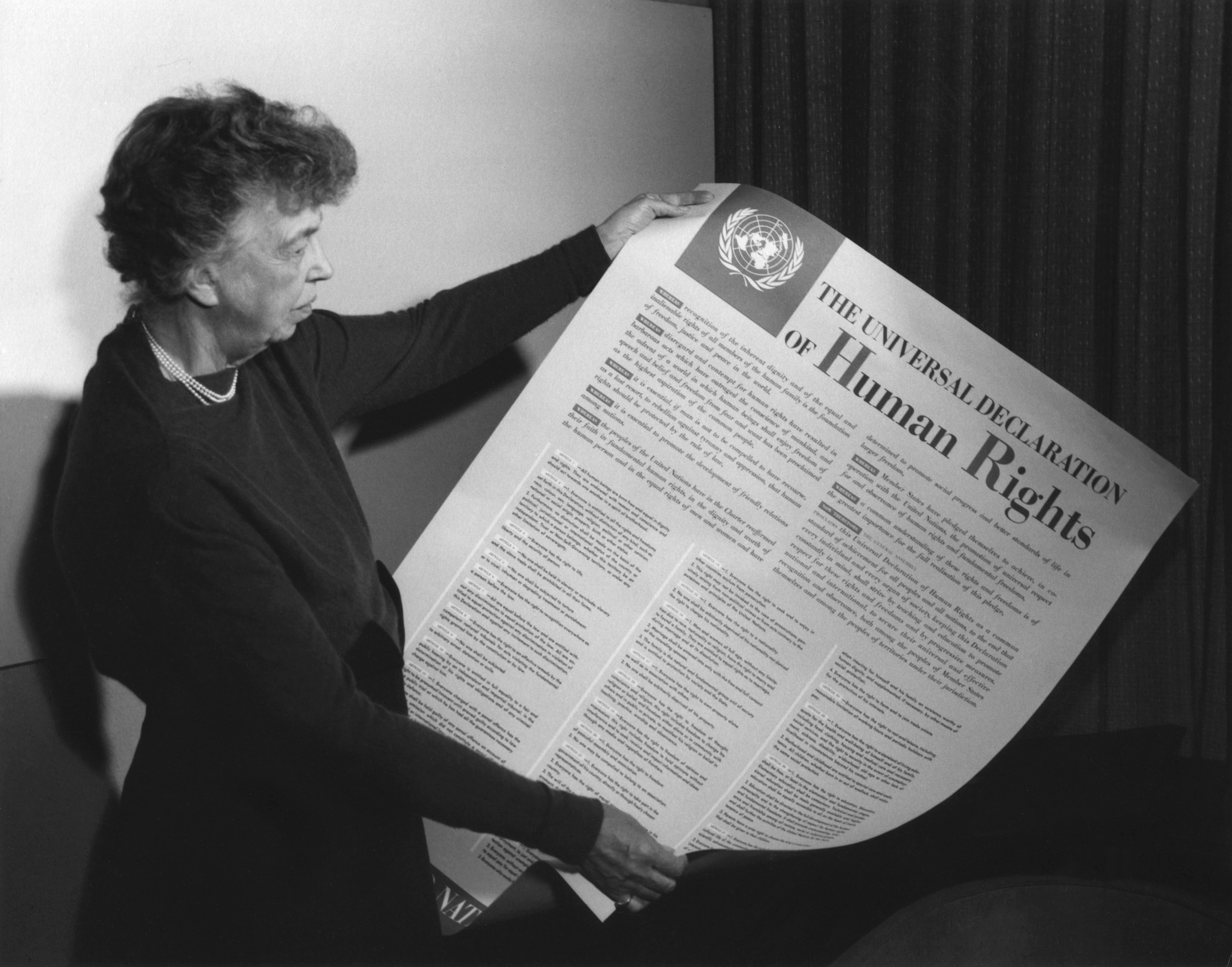
세계 인권 선언을 펼쳐 들고 있는 엘리너 루스벨트 (1949년)

표현의 자유(表現- 自由, 영어: freedom of expression, freedom of speech, freedom of opinion)는 개인 또는 단체가 자유롭게 자신의 견해와 사상을 표출할 수 있는 기본적 권리이다. 민주주의는 표현의 자유를 억압하는 일체의 검열이나 처벌을 원칙적으로 금지한다. 미국독립전쟁과 프랑스 혁명을 거치면서 표현의 자유는 박탈할 수도 양도할 수도 없는 핵심적인 인권의 하나로서 천명되었다.:19-42 세계인권선언은 제19조에서 표현의 자유가 국경에 관계 없는 공통된 인권임을 선언하였다.
자유민주주의를 표방하는 세계 여러 나라에서 표현의 자유는 헌법상 보장된 권리이다.:180 대한민국은 헌법 제21조에서 표현의 자유를 보장하고 있다.
표현의 자유가 기본권이라고는 하나 무한한 자유가 보장되는 것은 아니다. 이 때문에 루소와 같은 계몽주의 사상가들은 자율이라는 개념을 도입하였다.:34 타인의 인격을 부당하게 모독하거나, 명예를 훼손하는 행위는 법률로서 규제된다. 그러나 어떤 것이 모독이고 어떤 것은 아닌지에 대해서는 논란이 있다.

## 역사
전근대 시기 세계 대부분의 문화는 표현의 자유를 인정하지 않았다. 한국 등의 동아시아 지역에서 상위 신분을 비난하는 표현은 강상죄로 금지되었다. 사상에서도 국가가 인정하지 않는 것은 사문난적으로 처벌 대상이었다.
서양의 경우 종교개혁 이전에 로마가톨릭의 교리를 부정하는 것은 종교재판에 의해 처벌되었으며, 낭트 칙령 이후에야 신앙의 자유와 함께 서로 다른 교리의 발언을 인정하였다.
볼테르와 같은 계몽주의 사상가들은 표현의 자유를 다른 모든 자유를 보장하는 근간으로 보았으며 특히 종교적 관용을 주장하였다. 볼테르는 가톨릭 신자였지만, 개신교 신자인 칼라스의 아들이 자살하는 사건이 일어났는데, 재판관들이 종교적 편견으로써 불의하게 재판하여, 칼라스가 살인 누명을 쓴 채 악형으로써 처형된 사법살인을 비판하고, 자살 사건의 진상을 밝히고 재심을 요구하는 인권사상을 주장함으로써 종교적 사상에 따른 박해를 받지 않게 할 것을 논증하였다. 볼테르가 논설을 발표하자, 프랑스 법원은 재심을 하여 칼라스의 살인의 누명을 벗겼지만, 이미 칼라스는 사법살인을 당한 뒤였다.
토머스 제퍼슨은 미국독립전쟁에서 독립선언서을 작성하면서 천부인권의 선언과 함께 표현의 자유를 기본권으로 천명하였고, 바스티유 감옥을 무너뜨리며 시작된 프랑스혁명 이후 발표된 《인간과 시민의 권리선언》 역시 표현의 자유를 인권으로 선언하였다.:19-21
제1차 세계대전 이후 세워진 바이마르 공화국의 바이마르 헌법은 현대적인 민주주의 법제로서 세계 각지의 법률에 영향을 주었으며 표현의 자유를 보장하기 위해 검열을 철폐하였다. 나치는 이러한 헌법을 이용하여 선거를 통해 집권하였고 결국 많은 반인도적 범죄를 자행하였으며 제2차 세계대전을 일으켰다. 이는 표현의 자유에 대한 사람들의 인식에 큰 변화를 가져왔고 전후 독일에서는 반나치법안을 제정하게 되었다. 반나치법은 나치 독일의 상징이나 구호, 나치를 옹호하는 표현을 금지한다.
제2차 세계대전 이후 국제 연합은 1948년 12월 10일 총회에서 세계 인권 선언을 체택하였다. 세계 인권 선언 제19조는 국가와 민족, 종교, 이념을 가리지 않고 표현의 자유가 인간의 기본적인 권리임을 천명하였다. 세계 인권 선언에 보장된 권리를 부당하게 침해당하여 생명과 활동에 제약을 받을 가능성이 있는 사람은 난민으로서 인정된다.

## 범주
표현의 자유는 견해와 사상을 발표하는 매체를 가리지 않고 적용된다. 담화·연설·토론과 같이 구두로 표현하는 경우는 언론의 자유라 칭하고, 책·발행물 같이 문서로 표현하는 경우는 출판의 자유'라고 칭한다. 이 외에도 연설, 인터넷을 통한 표현 등도 모두 같은 권리로서 취급된다.
회화, 음악 등의 예술작품 역시 표현으로 인정되어 권리를 보장받는다. 대한민국은 도서와 함께 음반 등을 심의 검열하였으나 제작자에게 일정 조건을 갖출 것을 요구하는 규제는 1993년 철폐되었고 1996년 음반의 사전 심의가 철폐되었다.
음란표현과 같은 특정 표현들 역시 표현의 자유가 보호하는 권리의 범주에 포함된다. 다만, 상업적 제작이나 유통은 법률의 규제를 받으며, 타인의 신체를 무단으로 촬영하는 행위는 범죄이다.
최근들어 인터넷 등의 사이버 공간에서 이루어지는 표현은 예전보다 더 큰 영향력을 발휘하고 있다. 그런데 인터넷은 여러 사람들의 표현이 보다 쉽게 전달되어 진위 여부나 모독과 같은 부작용이 부각되기도 한다. 최근 세계 여러 나라에서는 가짜 뉴스의 규제를 놓고 논란을 벌이고 있다. 일각에서는 악의적인 왜곡을 막기 위해서는 반나치법과 같은 의미에서 규제가 필요하다고 주장하고 있고
상업적 광고 역시 표현의 일종으로 보호되며 광고에 의한 모독이나 명예훼손 역시 동일한 원리에 의해 규제된다.

## 판례
- 상업광고에 대한 규제에 의한 표현의 자유의 제한은 헌법 제37조 제2항에서 도출되는 비례의 원칙을 준수하여야 하지만, 상업광고는 사상이나 지식에 관한 정치적, 시민적 표현행위와는 차이가 있고, 인격발현과 개성신장에 미치는 효과가 중대한 것은 아니므로, 비례의 원칙 심사에 있어서 '피해의 최소성 '원칙은 '입법목적을 달성하기 위하여 필요한 범위 내의 것인지 '를 심사하는 정도로 완화된다.[19]
- 대한민국 또는 헌법상 국가기관에 대하여 모욕, 비방, 사실 왜곡, 허위사실 유포 또는 기타 방법으로 대한민국의 안전, 이익 또는 위신을 해하거나 해할 우려가 있는 표현에 대하여 형사처벌하도록 하는 것은 과잉금지원칙에 위배되어 해당 표현을 한 자의 표현의 자유를 침해한다.[20]
- 모욕죄는 피해자의 고소가 있어야 형사처벌이 가능한 점, 그 법정형의 상한이 비교적 낮은 점, 법원은 개별 사안에서 형법 제20조의 정당행위 규정을 적정하게 적용함으로써 표현의 자유와 명예보호 사이에 적절한 조화를 도모하고 있는 점 등을 고려할 때, 모욕죄를 규정하는 형법규정은 표현의 자유를 침해한다고 볼 수 없다[21]
- 보건복지부장관으로부터 위탁을 받은 각 의사협회의 사전심의를 받지 아니한 의료광고를 금지하고 이를 위반한 경우 처벌하는 것은 헌법이 금지하는 사전검열에 해당하여 헌법에 위반된다.[22]
- "음란"이란 인간존엄 내지 인간성을 왜곡하는 노골적이고 적나라한 성표현으로서 오로지 성적 흥미에만 호소할 뿐 전체적으로 보아 하등의 문학적, 예술적, 과학적 또는 정치적 가치를 지니지 않은 것으로서, 사회의 건전한 성도덕을 크게 해칠 뿐만 아니라 사상의 경쟁메커니즘에 의해서도 그 해악이 해소되기 어려워 언론·출판의 자유에 의한 보장을 받지 않는 반면, "저속"은 이러한 정도에 이르지 않는 성표현 등을 의미하는 것으로서 헌법적인 보호영역안에 있다[23]
- 표현의 자유를 규제하는 입법에 있어 명확성원칙은 특별히 중요한 의미를 지닌다. 민주사회에서 표현의 자유가 수행하는 역할과 기능에 비추어 볼 때 불명확한 규범에 의한 규제는 헌법상 보호받는 표현에 대한 위축적 효과를 수반하기 때문이다. 즉, 표현의 자유를 규제하는 법률은 표현에 위축적 효과가 미치지 않도록 규제되는 행위의 개념을 세밀하고 명확하게 규정할 것이 헌법적으로 요구된다.[24]

## 같이 보기
| - 탐사보도 - 사상의 자유 - 신체의 자유 - 양심의 자유 - 언론의 자유 - 종교의 자유 - 집회와 결사의 자유 - 차별금지법 - K-공작계획 - 보도 지침 - 언론통폐합 - 검열 - 미디어법 - 진보네트워크센터 - 사이버스페이스 독립선언문 | - 박종화 - 선우휘 - 마광수 - 장정일 - 정비석 - 강정구 - 한홍구 - EFF - 존 페리 바로우 |